# Mühlenkampkanal
El Mühlenkampkanal és un canal curtet que va excavar-se als prats molls al marge esquerre del riu Alster a Hamburg, (Alemanya) des del 1861 quan Adolph Sierich va urbanitzar el nucli rural de Winterhude. Connecta el Goldbek a l'Osterbek. Segons la llei sobre la classificació de les aigües superiors de l'estat d'Hamburg, és un curs d'aigua de primera categoria accessible al públic.

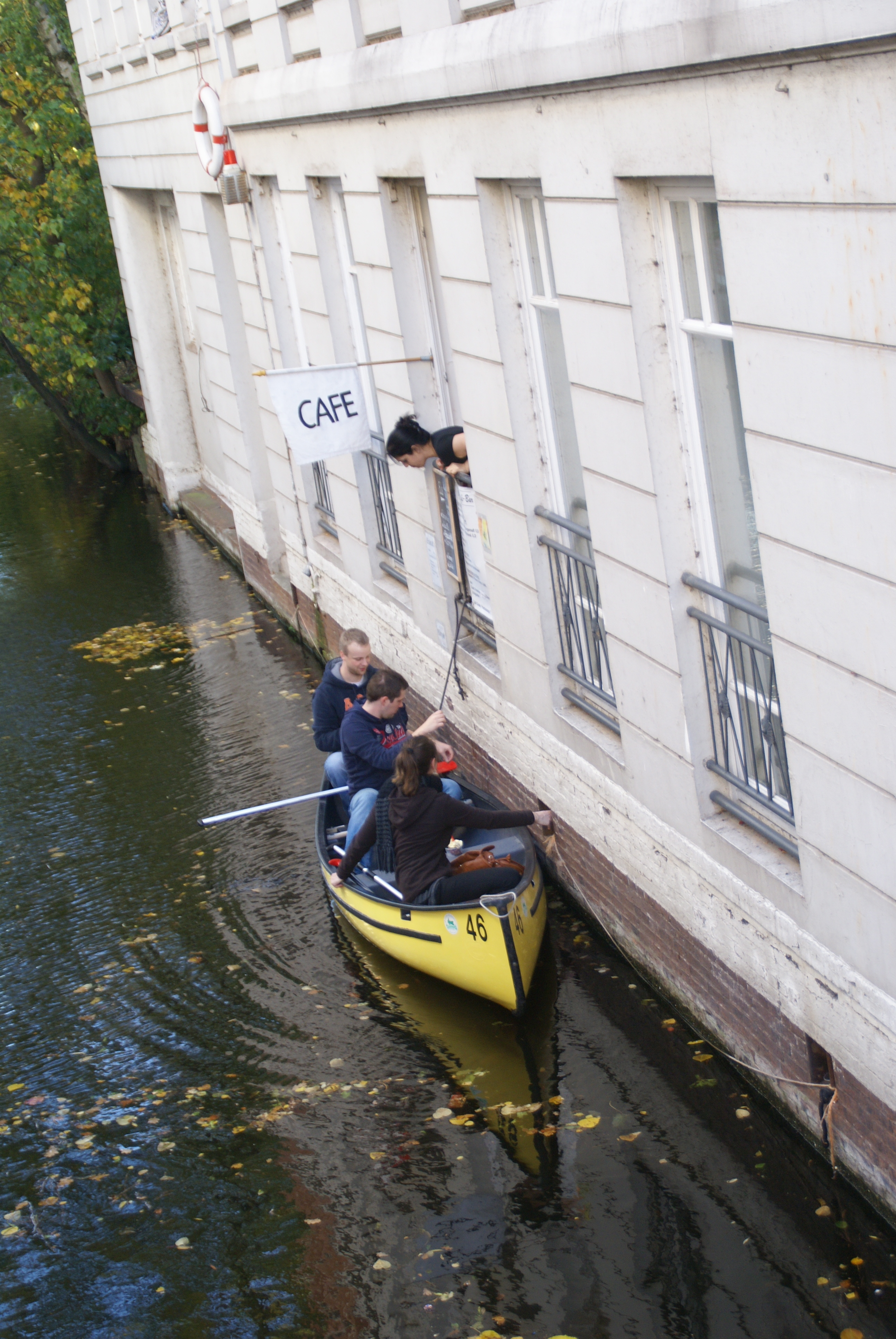
Café improvisat pels excursionistes a prop del pont del carrer Poelchaukamp

El canal va servir per al desguàs i per a alçar el terra al costat i permetre així la construcció. El nom prové del nom del barri Mühlenkamp o camp del molí que és un topònim antic de l'endret abans de la seva urbanització. Tret del transport de materials de construcció, mai no va tenir un paper important a la xarxa de les vies navegable d'Hamburg. Avui, només té un paper per a la navegació esportiva i turística.

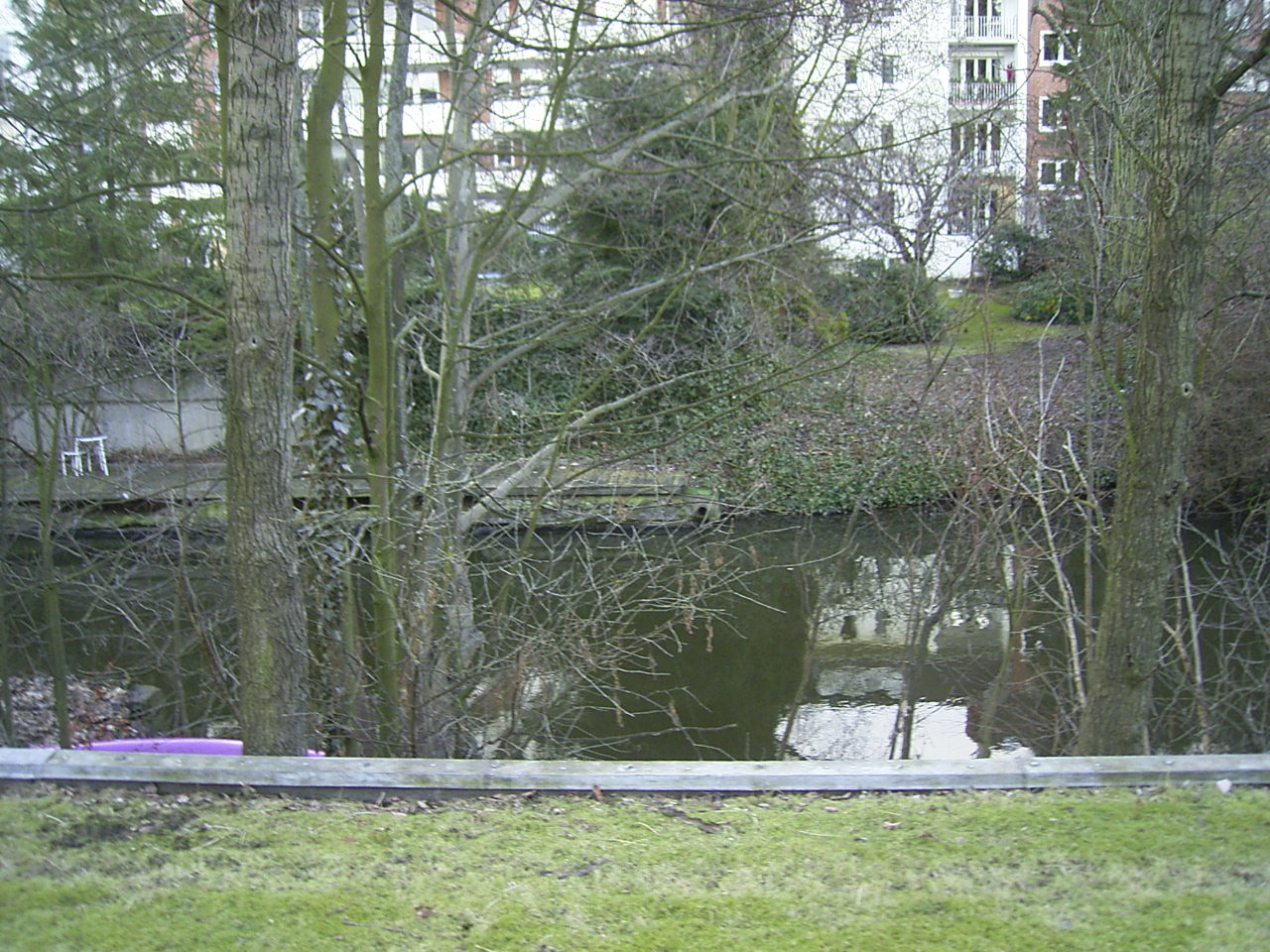
El canal entre els carrers Poelchaukamp i Körnerstraße
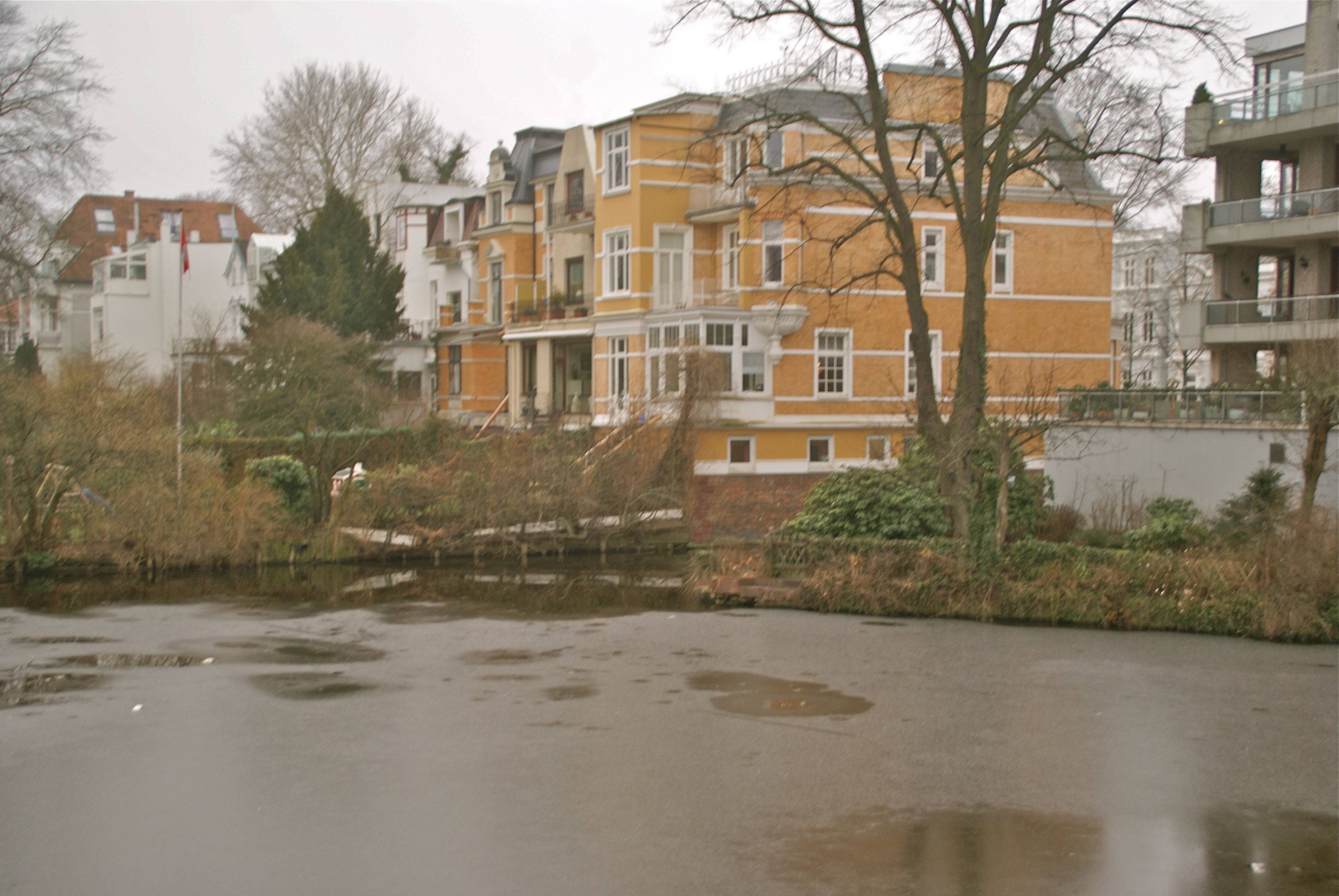
Confluència amb l'Osterbek al Langer Zug
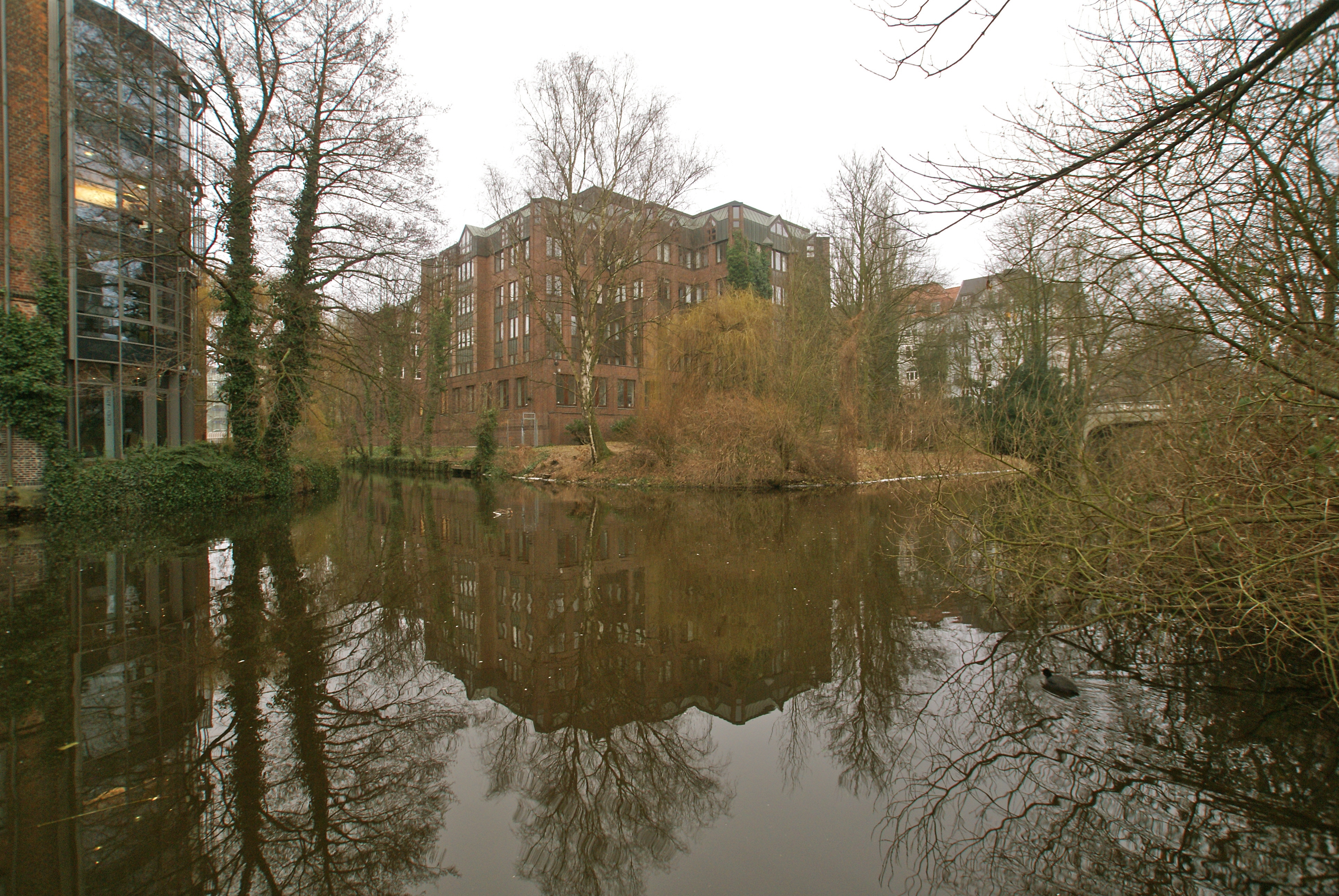
Confluència del Goldbek i del Mühlenkampkanal